# Jean-Philippe Mayence
Jean-Philippe Mayence, né en 1961 à Gosselies (Charleroi), est un avocat pénaliste belge du barreau de Charleroi. Personnalité médiatique du monde judiciaire belge, il a plaidé dans de nombreux grands procès devant les cour d'assises et les tribunaux correctionnels en Belgique.

## Biographie
Jean-Philippe Mayence, né en 1961 à Gosselies, est le fils de Philippe Mayence, avocat pénaliste de cour d'assises, et de Jacqueline Goossens, personnalité politique libérale et secrétaire d'État. Sa famille est bien introduite dans le milieu judiciaire de Charleroi, son grand-père ayant été magistrat et son père, lui-même, son frère et deux de ses trois fils ayant rejoint le barreau.
Il fait ses études primaires et secondaires en internat dans un collège réputé pour ses activités sportives, pratiquant le football, le tennis et la natation. C'est ainsi qu'il pose dans sa jeunesse les jalons d'une carrière de footballeur professionnel. Il opte toutefois pour une carrière de juriste, entame des études de droit à l'Université catholique de Louvain et en sort diplômé. Il s'inscrit en 1985 au barreau de Charleroi. N'envisageant au départ pas d'être pénaliste, il fait son stage d'avocat dans un cabinet spécialisé dans le droit des affaires. Après quelques mois, il intègre à sa demande le cabinet de son père, avocat pénaliste de renom dont il prendra sa succession,,. Carolorégien de souche, il y habite toujours et a son cabinet d'avocat au centre de Charleroi.
En Belgique, il plaide dans une série de procès d'assises médiatiques et d'affaires criminelles célèbres de la fin du XXe siècle et du début du XXIe siècle. Parmi ceux-ci, on peut retenir celui lié à l'assassinat d'André Cools en 1998, celui des amants diaboliques (Peter-Uwe Schmitt et sa compagne belge Aurore Martin) en 2001, le procès d'Olivier Pirson en 2003, du gangster Marcel Habran en 2008, le procès Léopold Storme en 2010, de l'homme politique écologiste Bernard Westphael en 2016 et de Salah Abdeslam pour terrorisme en 2023. À partir de 2022, il défend les parties civiles dans les procédures judiciaires liées à l'accident du carnaval de Strépy-Bracquegnies qui a fait sept victimes.
Parallèlement à ses activités judiciaires, il reste un grand sportif pratiquant le football (en division III au Royal Olympic Club de Charleroi puis en championnat corporatif), le tennis et le golf.